# Krasna Poleana (Krasna Poleana), Ciornomorske
Krasna Poleana (în ucraineană Красна Поляна) este localitatea de reședință a comunei Krasna Poleana din raionul Ciornomorske, Republica Autonomă Crimeea, Ucraina.

## Demografie
Componența lingvistică a localității Krasna Poleana
     Rusă (77,12%)
     Ucraineană (18,02%)
     Tătară crimeeană (3,69%)
     Alte limbi (0,36%)
Conform recensământului din 2001, majoritatea populației localității Krasna Poleana era vorbitoare de rusă (77,12%), existând în minoritate și vorbitori de ucraineană (18,02%) și tătară crimeeană (3,69%).